# Kraichgau
Kraichgauⓘ é uma região localizada no estado do sudoeste alemão de Baden-Württemberg. A norte é limitado pelo Odenwald e pelo rio Neckar, a sul pela Floresta negra e, a oeste, pela planície do alto Reno. A leste o seu limite é considerado o Stromberg e o Heuchelberg.

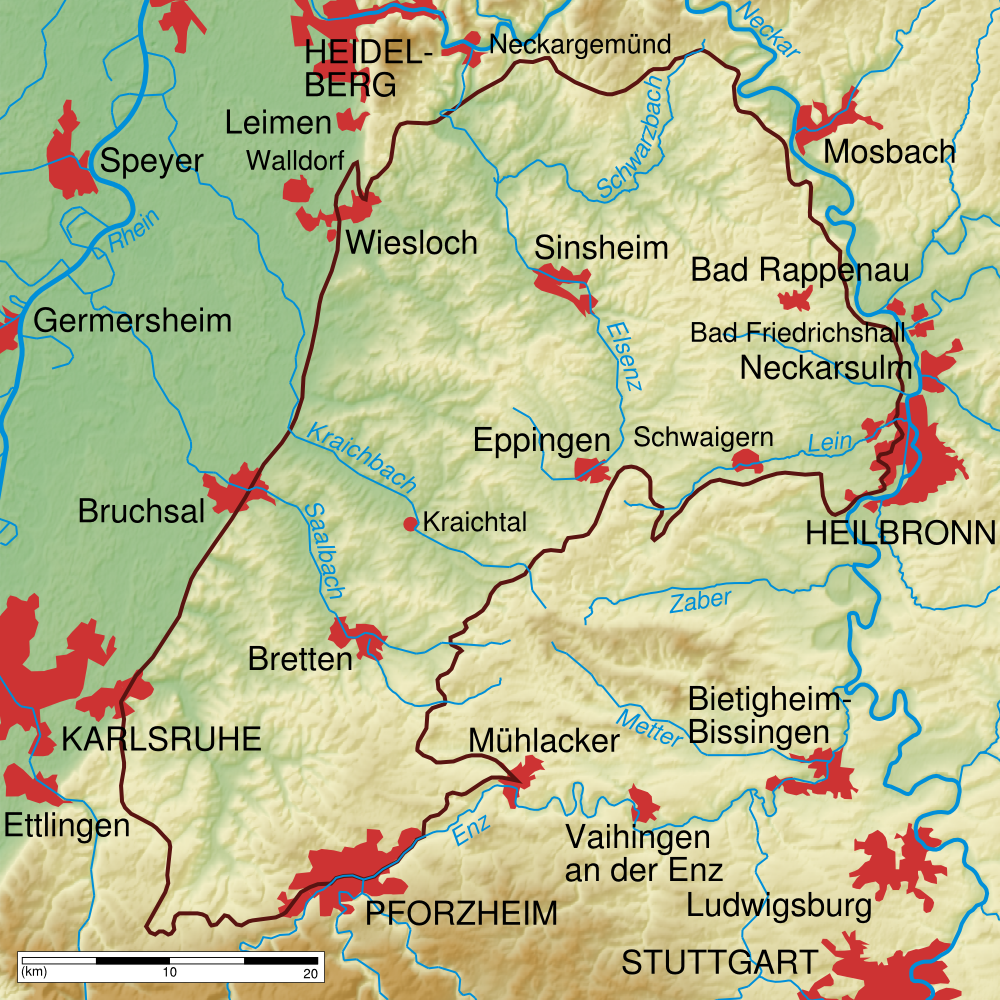
Mapa físico de Kraichgau (contornado po linha castanha).

As maiores localidades do Kraichgau são Sinsheim, Eppingen e Bretten. No extremo oeste do Kraichgau encontra-se Bruchsal, passagem para a planície renana.

## Origens do nome
A palavra "Kraich" tem origem na palavra Celta "Creuch", que significa "lama" or "argila". O território de um Gau refere-se a uma área ampla, sem bosques, como sejam quintas ou prados.
A região de Kraichgau foi mencionda pela primeira vez no início da Idade Média, no Codex Lorsch como "Creichgowe", no ano de 769. Em 773, era chamado "Chrehgauui" e em 778 "Craichgoia". Em 1594, o nome era já próximo da sua atual forma, sendo referido como "Kreuchgau."

## Paisagens

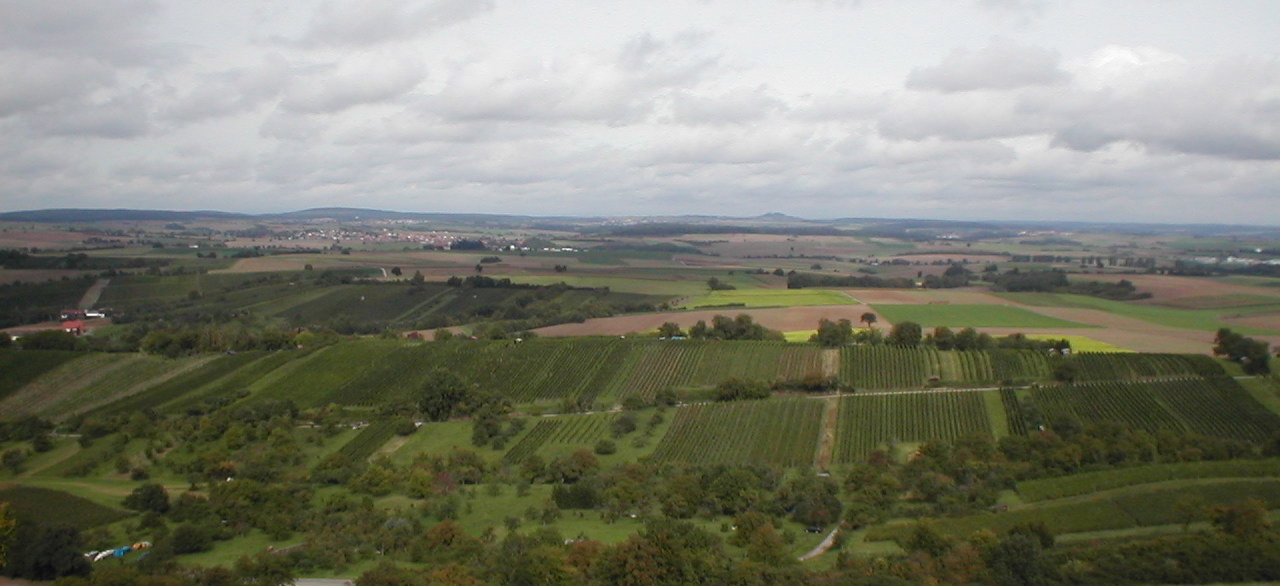
Vista de Ravensburg, perto de Sulzfeld, sobre as colinas de Kraichgau. O ponto mais elevado é Burg Steinsberg (ao centro, na linha do horizonte).
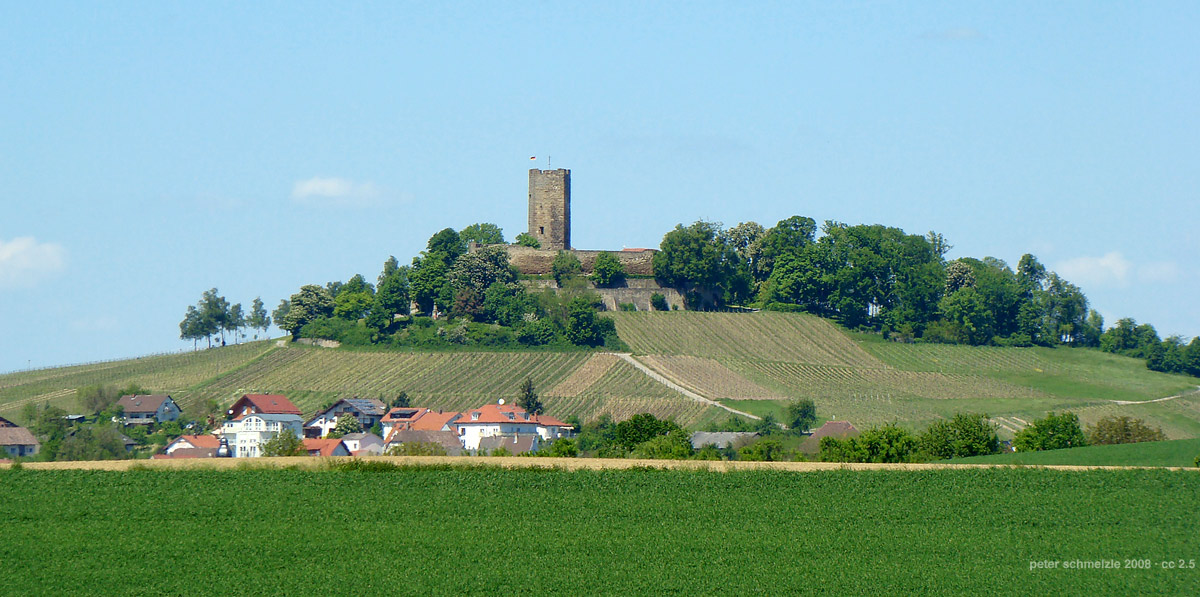
O castelo de Steinsberg, na colina homónima, o ponto mais elevado de Kraichgau.
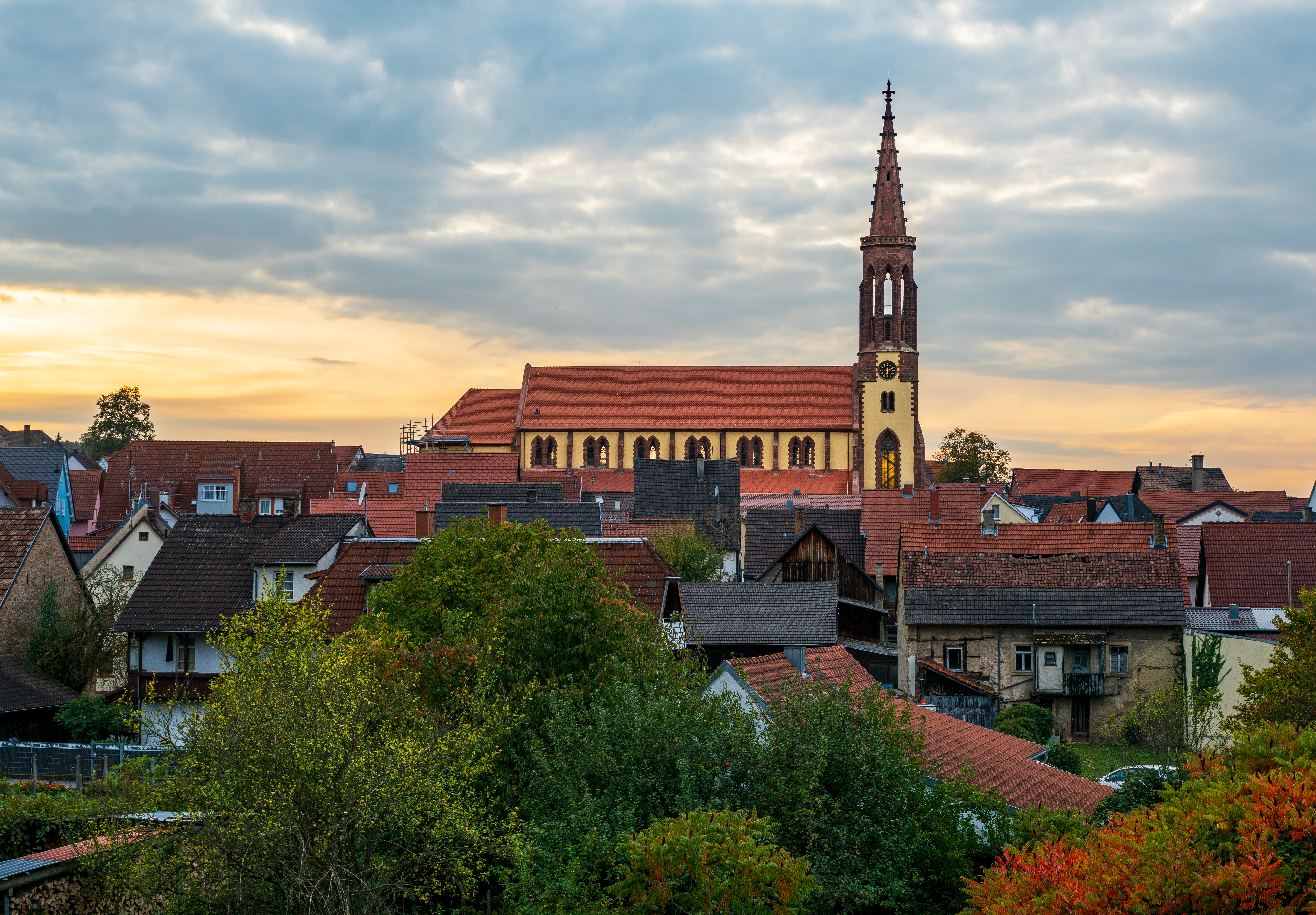
A igreja paroquial católica de Waibstadt.
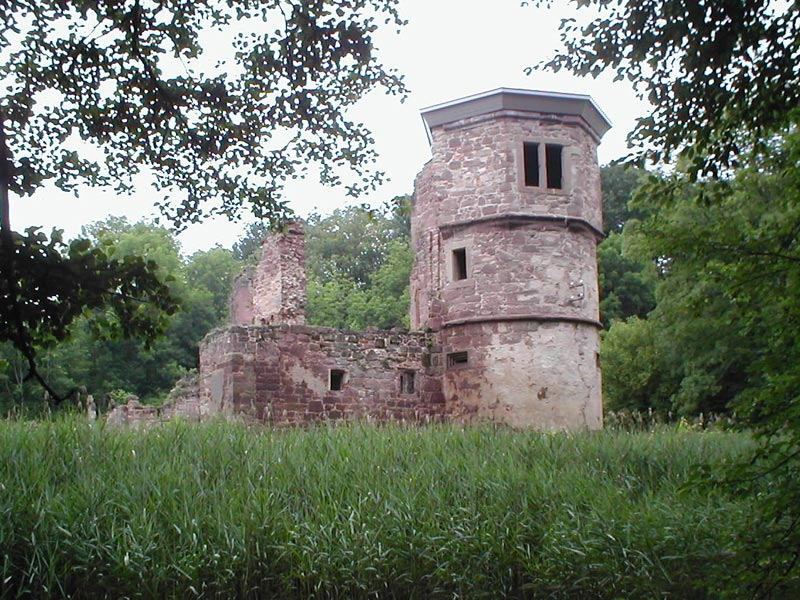
Ruínas do castelo de Kraichtal-Menzingen.